# الفریس، منطقه مسکونی عراق
الفریس  یک شهرک در عراق است که در شهرستان الدجیل واقع شده‌است.